# 아서 윈트
아서 윈트(Arthur Stanley Wint, MBE, 1920년 5월 25일~1992년 10월 9일)는 자메이카의 육상 선수이다. 1948년 런던 올림픽 400m 우승으로 자메이카 첫 금메달리스트로 알려졌다.
맨체스터 플로우던(Plowden)에서 태어났다. 캘러버 고등학교 재학 중에 육상 단거리, 높이뛰기, 멀리뛰기에서 활약하였고, 엑셀지어 고등학교로 전학하여 중등교육을 마쳤다. 1937년 파나마에서 열린 중앙아메리카 경기 육상 800m에서 우승하여 '올해의 자메이카 소년 선수(Jamaica Boy Athlete of the year)'로 선정되었다.
1942년 영국 왕립 공군에 입대해 영연방 공중 훈련 계획(British Commonwealth Air Training Plan)에 참가했고, 훈련기간 중 400m 캐나다 기록을 세웠다. 제2차 세계 대전이 일어나고, 아서 윈트는 조종사로서 영국으로 보내졌다.
1947년, 아서 윈트는 군을 떠나 성 바르돌로메 병원 의과대학(Medical College of St Bartholomew's Hospital, 현 Barts and The London School of Medicine and Dentistry)에 들어가 교육을 받는다.
이듬해 아서 윈트는 1948년 런던 올림픽 400m 결승전에서 동료 선수 허브 매킨리를 꺾고 우승하여, 자메이카 최초의 올림픽 금메달리스트가 되었다. 800m에서는 미국의 맬 휫필드에게 밀려 2위를 하였다. 1600m 릴레이에서는 근육이 당겨져 메달을 놓쳤다.
4년 후, 헬싱키 올림픽에서 1600m 릴레이 세계 기록을 세워 우승하였다. 800m에서는 다시 휫필드에게 밀려 2위를 기록했다.
아서 윈트는 1953년 웸블리 스타디움에서 마지막 경주를 치렀으며, 의과대학을 졸업하여 의사가 되었다. 1955년 자메이카로 귀국하여 하노버 군(Hanover Parish)에 정착해, 군 내 거주하는 유일한 의사로 일했다.
1974년부터 1978년 사이에 영국 주재 자메이카 고등 판무관, 스웨덴·덴마크 주재 대사를 지냈다.
미국 흑인 육상 명예의 전당(1977), 자메이카 스포츠 명예의 전당(1989), 중앙 아메리카와 카리브 해 육상 연맹 명예의 전당(2003)에 헌액되었다.
1992년 자메이카 영웅의 날에, 린스테드(Linstead)에서 72세의 나이로 사망하였다.

## 서훈
- 1954년 대영 제국 훈장 5등급(MBE)
- 1973년 자메이카 우수 훈장(OD)

## 같이 보기
- 영국 왕립 공군 폭격사령부